# Milena Jesenská
Milena Jesenská (pronunție în cehă [ˈmɪlɛna ˈjɛsɛnskaː]; n. 10 august 1896, Praga, Austro-Ungaria – d. 17 mai 1944, Lagărul de concentrare Ravensbrück, Germania) a fost o jurnalistă, scriitoare, editoare și traducătoare cehă.

## Viața timpurie
Jesenská s-a născut în Praga, Austro-Ungaria (acum în Republica Cehă). Familia ei era considerată a coborî din Jan Jesenius, primul profesor de medicină de la Universitatea Carolină din Praga, care a fost printre cei 27 de iluminați boemi ce au fost executați în Piața Orașului Vechi din Praga, la 21 iunie 1621, pentru că au sfidat autoritatea regelui Habsburg Ferdinand al II-lea. Cu toate acestea, această ipoteză a fost contestată ca fiind nefondată. Tatăl Jesenskăi, Jan, a fost medic chirurg și profesor la Universitatea Carolină din Praga; mama ei, Milena Hejzlarová, a murit când Milena avea 16 ani. Jesenská a studiat la Minerva, primul gimnaziu academic de fete din Imperiul Austro-Ungar. După absolvire s-a înscris pentru o scurtă perioadă la Conservatorul din Praga și la Facultatea de Medicină, dar a abandonat studiile după două semestre. În 1918 s-a căsătorit cu Ernst Pollak, un intelectual și critic literar evreu pe care l-a cunoscut în cercurile literare din Praga, și s-a mutat cu el la Viena. Căsătoria, care ar fi determinat-o să rupă relațiile cu tatăl ei timp de mai mulți ani, a fost una nefericită.

## Cariera
Deoarece câștigurile lui Pollak erau inițial insuficiente pentru a întreține perechea în economia sfâșiată de război a orașului, Jesenská a trebuit să suplimenteze veniturile familiei, lucrând ca traducătoare. În 1919 ea a descoperit o povestire scurtă (Fochistul) a scriitorului praghez Franz Kafka și, fascinată de originalitatea și profunzimea scriitorului, i-a scris pentru a-i cere permisiunea de a o traduce din germană în cehă. Scrisoarea a dat naștere unei corespondențe intense și din ce în ce mai pasionate. Jesenská și Kafka s-au întâlnit de două ori: ei au petrecut patru zile împreună la Viena și apoi încă o zi la Gmünd. În cele din urmă Kafka a rupt relația, în parte pentru că Jesenská nu putea lua hotărârea de a-și părăsi soțul și de a cere desfacerea căsătoriei, iar comunicarea lor aproape zilnică a încetat brusc în noiembrie 1920. Scriitorul mărturisea că schimbul de scrisori îl ținea într-o stare permanentă de tensiune și-i provoca insomnii chinuitoare. Cei doi au însemnat mult unul pentru celălalt, totuși, că au făcut un schimb de scrisori în 1922 și 1923 (iar Kafka i-a predat Milenei Jesenská jurnalul său, la sfârșitul vieții). Scrisorile lui Kafka au fost păstrate și publicate ulterior într-o culegere voluminoasă, în timp ce doar câteva scrisori ale Milenei (scrisoe în momentele de disperare cauzate de depărțire) s-au mai păstrat și au fost publicate de Max Brod în anexa Biografiei lui Kafka. Traducerea povestirii Fochistul realizată de către Jesenská a fost prima traducere a scrierilor lui Kafka în limba cehă (și de fapt prima într-o limbă străină); mai târziu, ea a tradus alte două povestiri scrise de Kafka și, de asemenea, texte de Hermann Broch, Franz Werfel, Upton Sinclair și mulți alții. Jaroslav Dohal, numele dat traducătorului ediției cehe a povestirii kafkiene „Reflecții pentru domnii-jockey”, este cel mai probabil un pseudonim pentru Jesenská.
În Viena, Jesenská a început, de asemenea, să scrie ea însăși, contribuind cu articole și mai târziu cu editoriale în coloanele pentru femei din unele dintre cele mai cunoscute ziare și reviste din Praga. De exemplu, ea a contribuit la Tribuna, iar între 1923 și 1926 ea a scris pentru Národní listy, Pestrý týden și Lidové noviny.
În 1925 Jesenská a divorțat de Pollak și s-a întors la Praga, unde l-a întâlnit mai târziu și s-a căsătorit cu arhitectul avangardist ceh Jaromír Krejcar. La Praga, ea a continuat să lucreze ca jurnalist, scriind pentru ziare și reviste și, de asemenea, ca redactor și traducător de cărți pentru copii. Unele dintre articolele sale din acea perioadă au fost publicate în două colecții separate de către editura pragheză Topič.
În anii 1930 Jesenská a devenit atrasă de comunism (ca mulți alți intelectuali cehi din acea perioadă), dar în cele din urmă a abandonat complet simpatiile pentru această ideologie în 1936, atunci când ea a devenit conștientă de excesele stalinismului. În octombrie 1934 cel de-al doilea mariaj al său s-a încheiat - ea și-a dat acordul pentru divorțul de Krejcar, astfel încât el să se poată căsători cu o actriță letonă pe care o cunoscuse în timpul vizitei sale în Uniunea Sovietică.
Între 1938 și 1939 ea a redactat prestigioasa revistă cehă pentru politică și cultură Přítomnost (Prezența), fondată și publicată la Praga de stimatul comentator politic și democrat Ferdinand Peroutka. Aici a scris editoriale și comentarii vizionare despre ascensiunea NSDAP (Partidul Nazist) în Germania, despre Anschluss-ul  Austriei la Germania Nazistă și despre posibilele consecințe pe care acest eveniment le-ar putea avea pentru Cehoslovacia.

## Moartea
După ocuparea Cehoslovaciei de către Armata Germană, Jesenská s-au alăturat mișcării clandestine de rezistență și a ajutat mulți evrei și refugiați politici să emigreze. Ea a decis să rămână în țară, cu toate acestea, în ciuda consecințelor. În noiembrie 1939 a fost arestată de către Gestapo și închisă mai întâi în închisoarea Pankrác din Praga și mai târziu la Dresda. În octombrie 1940 a fost deportată în lagărul de concentrare de la Ravensbrück din Germania. Aici a oferit sprijin moral pentru ceilalți prizonieri și s-a împrietenit cu Margarete Buber-Neumann, care i-a scris prima biografie după război. Jesenská a murit în urma unui blocaj renal, în Ravensbrück, pe 17 mai 1944.
Jana „Honza” Krejcarová, fiica Milenei Jesenská și a lui Jaromír Krejcar, a fost o scriitoare la publicația clandestină cehă Půlnoc la începutul anilor 1950 și pentru Divoké víno în anii 1960.

## În muzică
Jesenská a fost subiectul unei cantate pentru soprană și orchestră, intitulată Milena, compusă de compozitorul argentinian Alberto Ginastera. Compoziția lui Ginastera s-a inspirat din scrisorile lui Kafka.
Muzicianul britanic Bryn Jones, sub porecla de Muslimgauze, a inclus o piesă numită după ea în albumul său „Opaques”.
Cântărețul și compozitorul francez Dominique A a scris un cântec dedicat Milenei Jesenská intitulat „Milena Jesenská” de pe EP-ul din 1998 „L'Attirance” (Ovni Records - Acuarela).
Cântărețul și compozitorul american Rhett Miller o menționează pe Milena în piesa „Our Love” de pe albumul său de debut „The Instigator” (2002).

## Scrieri
Antologii de texte și articole ale Milenei Jesenská publicate în timpul vieții ei:
- Cesta k jednoduchosti ("The Road to Simplicity"). Praha: Topič, 1926.
- Člověk dělá šaty ("Man Makes Clothes"). Praha: Topič, 1927.

Antologii de texte, articole și corespondență ale Milenei Jesenská publicate după moartea ei:
- Ludmila Hegnerová, ed. Milena Jesenská zvenčí a zevnitř: Antologie textů Mileny Jesenské. (Anthology of Jesenská's texts.) Praha: Prostor, 1996.
- Václav Burian, ed.  Nad naše síly: Češi, židé a Němci 1937-1939. (Articles published in Přítomnost). Olomouc: Votobia, 1997.
- Kathleen Hayes, ed. The Journalism of Milena Jesenska: A Critical Voice in Interwar Central Europe. Translated from Czech and with an introduction by Kathleen Hayes. New York: Berghahn Books, 2003.
- Alena Wágnerová, ed. Dopisy Mileny Jesenské. (Jesenská's letters.) Prague: Prostor, 1998.